# Ächtung
Ächtung benennt den Vorgang der Verhängung der Friedlosigkeit, Vogelfreiheit oder der Reichsacht infolge der Verurteilung wegen einer Straftat im Mittelalter. Sie wurden in ein Achtbuch eingetragen.
Eine vergleichbare Rechtskategorie der Ächtung gibt es in Gesellschaften, die ohne eine zentrale polizeiliche Gewalt organisiert sind. Klassisches Beispiel aus dem Wilden Westen ist die Steckbriefformel, jemand werde Dead or Alive (tot oder lebendig) gesucht.
Im erweiterten Sinn ist Ächtung eine informelle gesellschaftliche Sanktionierung von nicht-regelkonformem Verhalten; sie ähnelt der Verachtung.
Besonders im Völkerrecht existieren aber auch formelle Verbotsverträge, die als Ächtung bezeichnet werden.

## Beispiele
- Mehrere Erzählungen finden sich in der altisländischen Literatur, z. B. die Gisli- und die Grettir-Saga.
- 1815 wurde auf britischen Druck die Ächtung der Sklaverei in die Schlussakte des Wiener Kongresses aufgenommen (Artikel 118, 15).
- Es gibt in vielen Ländern der Welt den Willen, die Todesstrafe weltweit zu ächten.[1][2]
- Verbotsverträge für Waffentypen: Ächtung von Chemiewaffen, biologischen Waffen, Antipersonenminen und Streumunition sowie Verhandlungen über ein Atomwaffenverbot.